# Lilyvirus
Lilyvirus ist die Bezeichnung für eine Gattung von Viren mit Kopf-Schwanz-Aufbau (Ordnung Caudovirales). Ihre Wirte sind Bakterien der Gattung Paenibacillus (Paenibacillaceae), was sie als Bakteriophagen klassifiziert.

## Beschreibung und Forschungsgeschichte
Der Bakteriophage Lily wurde 2015 aus infizierten Bienenwaben (englisch honeycomb) isoliert, die dem Landwirtschaftsministerium von North Carolina, USA, aus dem ganzen Bundesstaat vorgelegt wurden.
Er infiziert Bakterien der Spezies Paenibacillus larvae, des Erregers der Bienenkrankheit Amerikanische Faulbrut, einer Schwesterspezies von P. polymyxa und P. dendritiformis.
Für die Phagenisolierung und -vermehrung wurden die Stämme P. larvae ATCC 9545 und ATCC 25747 als Wirte benutzt.
Das Doppelstrang-DNA-Genom der Phagen hat eine Länge von 44.95 kbp (Kilo-Basenpaaren), sein G+C-Gehalt ist 42,7 %.

Erste Analysen deuteten auf Paenibacillus-Phage Leyra als nächsten Verwandten hin; dies ist ein Bakteriophage aus der Spezies (Spezies Paenibacillus-Virus Leyra (wissenschaftlich Fernvirus leyra), Gattung Fernvirus (früher Sitaravirus), Morphotyp ebenfalls zu den Siphoviren gehörend). Die Übereinstimmung war aber nicht groß genug, um beide Phagen derselben Gattung zuzuordnen.
Aufgrund dieser Ergebnisse hatte das International Committee on Taxonomy of Viruses (ICTV) die neue Gattung Lilyvirus ursprünglich ebenfalls der inzwischen jedoch aufgelösten Familie Siphoviridae zugeordnet.
Diese Zuordnung musste inzwischen aufgrund weiterer, genauerer Analysen revidiert werden.
Man suchte nach Homologien einzelner Abschnitte des Lily-Genoms zu bekannten Bakteriophagen mit Kopf-Schwanz-Aufbau (Caudovirales).
Interessanterweise deuten die Ergebnisse darauf hin, dass der Ursprung des linken Endes von Lily ein anderer ist als der des rechten Endes.
Das Protein AJK27737.1 (im Genom LILY_13) wurde als Protein der Schwanzscheide (en. tail sheath – durch sie injiziert der Phage seine DNA in die Wirtszelle) identifiziert.
Das Protein AJK27747.1 (im Genom LILY_23), bei dem es sich um Protein für einen Sektor („Keil“) der Grundplatte der Schwanzstruktur (en. baseplate wedge) handelt.
Es scheint also, dass das linke Ende des Lily-Genoms bestimmten Myoviren ähnlich ist, während das rechte Ende enger mit den bereits zuvor ausgemachten Siphoviren der Gattung Fernvirus verwandt ist. Das ICTV ist daher einem Vorschlag von 2019 gefolgt und hat die Familienzuordnung der Gattung Lilyvirus aufgehoben.

## Systematik
Die Gattung Lilyvirus setzt sich gemäß ICTV mit Stand Mai/Juni 2024 wie folgt zusammen:
Klasse: Caudoviricetes – Morphotyp: Siphoviren
- Gattung: Lilyvirus (ohne Ordnungs- oder Familienzuweisung)
  - Spezies Lilyvirus lily (Paenibacillus-Virus Lily)[13] – ehemals vorgeschlagen für Gattung Sitaravirus (inzwischen umbenannt in Fernvirus, vom Morphotyp auch zu den Siphoviren)
    - Bacteriophage Lily[14]

Dieser Paenibacillus-Phage Lily ist zu unterscheiden von dem ICTV-unbestätigten „Mycobacterium-Phagen Lily“ (en. „Mycobacterium phage Lily“), dessen Wirt der Stamm Mycobacterium smegmatis mc²155 ist. Wegen der Wirtsspezifität der Bakteriophagen mit Kopf-Schwanz-Aufbau (Klasse Caudoviricetes bzw. Ordnung Caudovirales) muss es sich um verschiedene Viren handeln, auch wenn der „Mycobacterium-Phage Lily“ wie alle bisher gefundenen Mykobakteriophagen sipho- oder myovirale-Morphologie haben und daher ebenfalls der Klasse Caudoviricetes angehören sollte.